# Melissa O'Neil
Melissa Crystal O'Neil (Calgary, 12 luglio 1988) è una cantante e attrice canadese.

## Biografia
Nata da madre cinese di Hong Kong e da padre di origine irlandese, Melissa O'Neil è salita alla ribalta nel 2005 con la sua partecipazione alla terza edizione del talent show Canadian Idol, di cui è risultata la vincitrice per volere del televoto. Il suo singolo della vittoria, Alive, è stato certificato quadruplo disco di platino dalla Music Canada con oltre 40 000 copie fisiche vendute a livello nazionale, mentre il suo album di debutto eponimo ha venduto più di 50 000 copie, ottenendo un disco d'oro. Il successo dell'album le ha fruttato una candidatura ai Juno Awards 2007 per il miglior artista esordiente. Dopo il 2007 ha abbandonato la musica per concentrarsi sulla recitazione, sia in teatro che al cinema e nella televisione.

## Filmografia

### Cinema
- Un piccolo favore (A Simple Favor), regia di Paul Feig (2018)

### Televisione
- Dark Matter – serie TV, 39 episodi (2015-2017)
- This Life – serie TV, 7 episodi (2015)
- Rogue – serie TV, 8 episodi (2016)
- Second Jen – serie TV, 1 episodio (2016)
- Lost Generation – serie TV, 5 episodi (2017)
- Ransom – serie TV, 1 episodio (2017)
- iZombie – serie TV, 5 episodi (2018)
- Condor – serie TV, 5 episodi (2018)
- The Rookie – serie TV (2018-in corso)

## Discografia

### Album in studio
- 2006 – Melissa O'Neil

### Singoli
- 2005 – Alive
- 2005 – Let It Go
- 2006 – Speechless

## Doppiatrici italiane
Nelle versioni in italiano delle opere in cui ha recitato, Melissa O'Neil è stata doppiata da:
- Eva Padoan in Condor
- Francesca Manicone in The Rookie